# Super Mario Land
Super Mario Land (スーパーマリオランド?, Sūpā Mario Rando) è un videogioco a piattaforme sviluppato da Nintendo per il Game Boy. Il gioco, titolo di lancio del Game Boy, è il primo della serie Super Mario ad essere pubblicato su una console portatile. È stato pubblicato in Giappone il 21 aprile 1989, negli Stati Uniti nel 31 luglio dello stesso anno e in Europa il 28 settembre 1990. Il gioco fu il titolo di lancio per il Game Boy in Giappone e Nord America. È presente anche nella virtual console per Nintendo eShop del Nintendo 3DS.
Le recensioni del gioco sono state generalmente favorevoli. Il gioco ha guidato le vendite iniziali del Game Boy e ha venduto oltre 18 milioni di copie in tutto. Super Mario Land è stato il primo gioco di Mario diretto da Gunpei Yokoi, conosciuto anche per avere inventato i Game & Watch ed il Game Boy stesso. Il sequel del gioco, Super Mario Land 2: 6 Golden Coins, è uscito nel 1992.
Il gioco vede il debutto della Principessa Daisy nel pantheon dei personaggi di Mario.

## Trama
La storia di Super Mario Land è ambientata nella pacifica regione di Sarasaland, che è suddivisa nei quattro regni di Birabuto, Muda, Easton e Chai. Un giorno, nel regno appare un alieno misterioso di nome Tatanga, che ipnotizza gli abitanti di Sarasaland, inclusa la Principessa Daisy, poi rapita dall'invasore per costringerla a sposarlo. Mario corre a salvarla, viaggiando attraverso le quattro aree geografiche di Sarasaland e sconfiggendo i sottoposti di Tatanga che lo ostacolano nel suo cammino: tre di loro si travestono da Daisy per ingannarlo. Alla fine, Mario riesce a braccare Tatanga nei cieli del regno Chai, abbattendo la sua nave spaziale e salvando Daisy.

## Modalità di gioco

Schermata del titolo

Super Mario Land prende dal suo predecessore Super Mario Bros. gran parte delle meccaniche di gioco. Ci sono alcune differenze dai primi giochi: personaggi come Bowser, la Principessa Peach o Luigi, ad esempio, non compaiono.
L'attacco principale di Mario è il pestone: saltando sui nemici, l'idraulico riesce a schiacciarli, uccidendoli. Alcuni antagonisti, però, sono immuni a questo tipo di attacco, anzi possono causare a Mario dei danni se salta loro sopra. Mario, grazie ad alcuni oggetti speciali o power-up, è in grado di trasformarsi e acquisire poteri speciali:
- il Super Fungo trasforma Mario in Super Mario: l'idraulico aumenta di dimensioni, è in grado di saltare più in alto e può distruggere i mattoni se li colpisce, saltando, dal basso.
- il Fiore di Fuoco lo trasforma in Fire Mario, in grado di sparare le Superballs, sfere in grado di uccidere i nemici, che se colpiscono un ostacolo rimbalzano ad angolo retto, e permettono di raccogliere a distanza (colpendole) le monete;
- la Stella, che rende Mario invincibile per un certo periodo di tempo (si sente in sottofondo il Can-can)
- il Cuore, che non dona alcun super potere ma dona a Mario una vita in più.

Se l'idraulico viene colpito o toccato frontalmente da un nemico, o se tenta di schiacciare un nemico immune al pestone, mentre è Super Mario o Fire Mario, invece di perdere una vita, ritorna a essere Mario. Il Game Over giunge quando si finiscono tutte le vite.
In alcuni livelli, Mario non cammina, ma naviga nel sottomarino "Marine Pop" o vola nell'aeroplano "Sky Pop". In questi livelli non compare il Fiore di Fuoco, perché Mario può sparare per tutto il livello. Sono presenti però il Super Fungo e la stella. In questi livelli lo schermo avanza automaticamente fino al raggiungimento del boss. Mario può morire se toccato da un nemico o se schiacciato contro una parete dall'avanzamento automatico del livello, che non può essere fermato o rallentato.
Gli avversari che Mario deve affrontare sono i classici funghetti cattivi che camminano lentamente, le classiche tartarughe che, se schiacciate, lasciano il loro guscio che, dopo un paio di secondi, esplode, ragni che cadono dal soffitto, dalle teste di pietra dell'Isola di Pasqua a cinesi saltellanti, e moltissimi altri.

### I regni

Mario nell'Isola di Pasqua

Il gioco si divide in 4 regni, ognuno diviso a sua volta in 3 schemi.
- Birabuto, ambientato in Egitto.
- Muda, ambientato nell'Oceano.
- Easton, in cui Mario affronterà i misteri dell'Isola di Pasqua.
- Chai, l'ultimo regno, ambientato in Cina.

Alla fine di ogni livello c'è una torre, con un ingresso in alto e uno in basso. Se Mario riesce a raggiungere quello in alto, entrerà in un'area bonus dove può ottenere da una a tre vite extra oppure un fiore di fuoco. Se entra nell'ingresso in basso, passerà direttamente al livello successivo. Alla fine di ogni terzo livello, Mario può scegliere se sconfiggere il boss oppure semplicemente oltrepassarlo per raggiungere il traguardo. Biokinton e Tatanga sono gli ultimi due avversari e Mario deve per forza sconfiggerli per finire il gioco. Una volta completato il gioco, il giocatore potrà riaffrontare l'impresa selezionando l'Hard Mode. In questa modalità aumenteranno le insidie e il numero di mostri in ogni livello rendendo il gioco ancora più arduo. L'idea deriva da Super Mario Bros. e, come in esso, anche in Super Mario Land, una volta finito il gioco nella modalità Hard Mode, si avrà la possibilità di selezionare il livello a cui si vuole giocare.

## Sviluppo
A differenza dei titoli precedenti, Super Mario Land non è stato creato da Shigeru Miyamoto, bensì da Gunpei Yokoi, già creatore di Donkey Kong (1981), Mario Bros. (1983), Metroid (1986) oltre che progettista dello stesso Game Boy. Per questo motivo molti particolari non verranno reinseriti nei giochi successivi. La colonna sonora fu invece scritta da Hirokazu Tanaka, noto soprattutto per le musiche di Metroid e per Duck Hunt (1984). Hiroshi Yamauchi, al tempo presidente di Nintendo, voleva un gioco di Mario sul Game Boy, e ordinò a Gunpei Yokoi di creare un gioco con il suo team di sviluppo, Nintendo Research & Development 1. Questo sarebbe stato il primo gioco di Mario su console portatile a partire dai Game & Watch. Questo sarebbe stato anche il primo gioco di Mario prodotto senza Shigeru Miyamoto, pupillo di Yokoi e creatore di Mario e della serie di Zelda. Già all'inizio dello sviluppo del gioco, si voleva riprendere il gameplay di Super Mario Bros. ma portando Mario lontano dal Regno dei Funghi. Sembrava il gioco perfetto per lanciare la loro nuova console. Il gioco di Mario creato da Yokoi ha aiutato il Game Boy a superare il NES diventando la console Nintendo più venduta, e il gioco stesso ha battuto le vendite di Super Mario Bros. 3.
Inizialmente, Nintendo voleva vendere Super Mario Land con il Game Boy, ma poi decide di vendere la console con Tetris per l'insistenza di Henk Rogers, che ha convinto il presidente di Nintendo of America, Minoru Arakawa, che un gioco con protagonista Mario avrebbe fatto vendere il Game Boy solo ai giovani, e non a tutti.

## Recensioni
| Pubblicazione             | Voto       |
| ------------------------- | ---------- |
| GameRankings              | 75,42%     |
| Allgame                   | 4 su 5     |
| Electronic Gaming Monthly | 7,75 su 10 |
| GameSpot                  | 8,3        |
| Mean Machines             | 90%        |

Super Mario Land ha venduto 18,06 milioni di copie, piazzandosi settimo tra i giochi più venduti della serie di Mario e quarto tra i giochi più venduti per Game Boy. Per il suo successo, è stato ripubblicato nel 1996 nella serie Player's Choice di giochi che hanno venduto più di un milione di copie. La rivista Official Nintendo Magazine ha poi giudicato il gioco uno dei migliori giochi Nintendo di tutti i tempi, classificandolo 73-esimo nella sua lista dei migliori 100.
Le recensioni sul gioco sono state generalmente positive. Mantiene una media di 8,1/10 e 9,2/10 su IGN, e una media di 8.3/10 and 7.3/10 su GameSpot. Justin Searls di Nintendojo ha scritto che Super Mario Land ha continuato lo splendore del suo predecessore e gli ha dato il voto di 9 su 10. Ha affermato che "il gioco è molto simile all'originale Mario Brothers. Sembra che gli sprite di Mario sono quasi identici a quelli del suo predecessore." Inoltre, alcuni recensionisti hanno criticato i controlli, trovandoli imprecisi rispetto ad altri giochi di Mario.

### Legami con altri giochi
Super Mario Land ha avuto un sequel, Super Mario Land 2: 6 Golden Coins, un gioco con una grafica migliore e con un nuovo personaggio antagonista, Wario. Wario Land: Super Mario Land 3 porta Wario in un'avventura tutta sua, in cui Mario ha solo un breve cameo. Wario Land era un tentativo di espandere l'apparizione di Wario in Super Mario Land 2 verso un ruolo da protagonista, e di espandere l'universo di Mario, il che si è rivelato un successo. Wario Land ha avuto diversi sequel famosi: Virtual Boy Wario Land, Wario Land II, Wario Land 3, Wario Land 4, Wario World, Wario: Master of Disguise, e Wario Land: The Shake Dimension. Wario ha anche introdotto una nuova serie di giochi, WarioWare, incentrata su alcuni minigiochi piuttosto che su un gioco unico. Inoltre, Super Mario Land ha introdotto la Principessa Daisy nella serie di Mario. Sia Wario che Daisy appaiono nella maggior parte dei titoli spin-off della serie di Mario, come la serie di Mario Party e quella di Mario Kart.